# Siphocampylus reticulatus
Siphocampylus reticulatus är en klockväxtart som först beskrevs av Carl Ludwig von Willdenow och Schult., och fick sitt nu gällande namn av Johann Friedrich Klotzsch, Gustav Karl Wilhelm Hermann Karsten och Wilhelm Vatke. Siphocampylus reticulatus ingår i släktet Siphocampylus och familjen klockväxter.
Artens utbredningsområde är Venezuela. Inga underarter finns listade i Catalogue of Life.